# 刘则 (齐王)
劉則（？—前165年），汉朝宗室，西汉齐文王。其祖父齐悼惠王刘肥是汉高帝刘邦的长子。前179年，其父齐哀王刘襄死后，刘则袭位，在位十三年。前165年，刘则死後，無後，谥号文，命他的叔叔劉將閭嗣位。
| 前任： 父哀王刘襄 | 西汉齐王 前178年—前165年 | 繼任： 叔父孝王劉將閭 |